# Musca setulosa
Musca setulosa är en tvåvingeart som beskrevs av Zielke 1971. Musca setulosa ingår i släktet Musca och familjen husflugor.
Artens utbredningsområde är Uganda. Inga underarter finns listade i Catalogue of Life.